# Vinik Mali
Vinik Mali je nenaseljeni otočić u zaljevu Hramina kod Murtera na otoku Murteru.
Površina otoka je 0,06 km2, duljina obalne crte 0,9 km, a visina 10 metara.

## Vanjske poveznice
|  | Zajednički poslužitelj ima još gradiva o temi Vinik Mali |